# Hovenia
Hovenia ist eine Gattung aus der Familie der Kreuzdorngewächse (Rhamnaceae). Sie umfasst sieben in Ostasien beheimatete Arten.

## Beschreibung
Hovenia sind sommergrüne, unbewehrte Sträucher oder kleine Bäume. Die Blätter sind langgestielt und wechselständig angeordnet.
Die Blüten stehen in endständigen oder achselbürtigen, drei- bis vielblütigen Zymen. Der Blütenbecher ist verkehrt-kegel- bis schalenförmig. Der fleischige, ebene und den Blütenbecher ausfüllende Diskus ist filzig behaart. Der dreifächrige Fruchtknoten ist halbunterständig. Die Früchte sind mehr oder weniger fleischige Nüsse mit drei Samen. Zur Fruchtzeit werden Blütenstandsachse und Blütenstiel saftig und fleischig.

## Verbreitung und Systematik
Die Hovenia umfassen sieben Arten, alle in Ostasien. Die Gattung wurde 1781 von Carl Peter Thunberg erstbeschrieben. Innerhalb der Kreuzdorngewächse wird sie in die Tribus Paliureae eingeordnet. Zu den Arten zählen:
- Japanischer Rosinenbaum (Hovenia dulcis Thunb.)
- Hovenia acerba Lindl.: Sie kommt in Indien, Bhutan, Nepal und in China vor.[2]
- Hovenia tomentella (Makino) Nakai: Sie kommt in Japan vor.[2]
- Hovenia trichocarpa Chun & Tsiang: Sie kommt in China vor.[3]

## Namenserklärung
Die Gattung Hovenia ist benannt nach einem holländischen Senator David ten Hoven (1724–1787), der Thunbergs Reise unterstützt hatte.